# Eugent Bushpepa
Eugent Bushpepa, ibland bara Gent Bushpepa, född 2 juli 1984 i Rrëshen, är en albansk sångare och låtskrivare.
Bushpepa vann den 56:e årliga upplagan av Festivali i Këngës i december 2017 med sitt bidrag "Mall" (längtan). Han kom därför att representera sitt hemland i Eurovision Song Contest 2018 i Portugals huvudstad Lissabon. Bushpepa både skrev och komponerade sitt bidrag helt på egen hand.
Bushpepa hade tidigare ställt upp i Festivali i Këngës 47 år 2008 tillsammans med sångerskan Rovena Dilo. Deras bidrag, rocklåten "S'jam baladë" (jag är ingen ballad), gavs höga poäng av juryn i finalen och slutade på tolfte plats av tjugo finalister. Bushpepa har även vid 7 tillfällen deltagit i den numer nedlagda musikfestivalen Top Fest. 

## Biografi
Eugent Bushpepa föddes i den nordalbanska staden Rrëshen 1984. Han började sjunga vid 6 års ålder och han började med rockmusik vid 10 års ålder med att lyssna på bandet The Doors på kassettband. Under kommuniststyret i Albanien som fortfarande varade vid Bushpepas barndom var rockmusik och all annan musik som ansågs kontroversiell strängt förbjuden. Efter att ha avslutat sina studier flyttade han till Italien, men återvände efter några år till Albanien och Tirana där han idag är bosatt. 2006 började han arbeta som sångare på en av Albaniens största TV-kanaler, Top Channel. 
Han började som sångare vid bland annat TV-programmet Top Show, där han främst sjöng covers på kända låtar. I mars 2007 agerade Bushpepa och hans rockband förband åt Deep Purple vid deras konsert i Tirana. Han har varit sångare i flera albanska rockgrupper, men inledde under Top Channel-perioden även sin solokarriär genom att delta i TV-kanalens egen musikfestival Top Fest. 2007 debuterade han i festivalen med rocklåten "Maska e madhështisë". Han var även med i ytterligare ett bidrag i samma festival, med rockbandet Sunrise och låten "Ëngjëll". 2008 återkom han till Top Fest med bidraget "Ëndërr reale" och tog sig till tävlingens final. Där tilldelades han priset för bästa manliga sångare. I december 2008 gjorde han även debut i Festivali i Këngës, landets äldsta musikfestival som sedan 2003 använts för att utse landets representant i Eurovision Song Contest. Han ställde upp tillsammans med den rutinerade sångerskan Rovena Dilo, som vunnit samma tävling år 2000 med låten "Ante i tokës sime". Deras bidrag, rocklåten "S'jam baladë", skrevs av den kosovoalbanska sångaren och låtskrivaren Armend Rexhepagiqi. I semifinalen framförde de låten tillsammans med sångerskan Jonida Maliqi. Väl i finalen tilldelades de av juryn 60 poäng vilket räckte till en 12:e plats av 20 deltagare. Bushpepa deltog ytterligare 5 gånger i Top Fest innan tävlingen lades ned 2015. 
2011 ombads Bushpepa med band att agera förband åt Duff McKagan vid Loadeds konsert i Tirana den 1 juni. Vid en traditionell ölfest i Korça 2013 uppträdde Bushpepa med Ron "Bumblefoot" Thal som var dåvarande gitarrist i Guns N' Roses. 2014 gick han med som sångare i bandet Darkology som turnésångare. Bandet agerade förband åt Overkill på deras Europaturné.
I november 2017 meddelade det statliga albanska TV-bolaget RTSH att Bushpepa var en av det årets deltagare i Festivali i Këngës. Han ställde upp med bidraget "Mall" (längtan) som han själv skrivit och komponerat. Bushpepa skrev låten när han var bortrest, långt borta från sin andra hälft hemma i Albanien och hans känslor under denna period återspeglas i låtens text. I början av december släppte RTSH musikvideor till samtliga deltagande bidrag, däribland Bushpepas "Mall". Låten blev snabbt populär, och sågs som en av favoriterna att ta hem segern i festivalen.
Bushpepa framförde sin låt i den första semifinalen av festivalen som hölls 21 december i Tirana. Efter att den andra semifinalen genomförts stod det klart att han gått vidare till finalen. Finalen hölls i Pallati i Kongreseve 23 december 2017. Bushpepa framförde sitt bidrag som näst sista man i en final bestående av 14 deltagare. Efter att juryns 5 medlemmar genomfört en sluten omröstning presenterades Bushpepa som tävlingens vinnare. Han fick motta sitt pris av fjolårets segrare Lindita Halimi. I och med segern utsågs Eugent Bushpepa även till Albaniens representant i Eurovision Song Contest 2018 som hölls i maj 2018 i Portugals huvudstad Lissabon. I intervjuer både före och efter segern sa Bushpepa att han ville behålla låtens text på albanska för att framföra sitt budskap med låten. Detta innebar ett trendbrott för Albanien som inte framfört på albanska i tävlingen sedan 2013.

## Diskografi

### Singlar
| År        | Titel                                                    | Album             | Övrigt                                             |
| --------- | -------------------------------------------------------- | ----------------- | -------------------------------------------------- |
| 2007      | "Maska e madhështisë"                                    | Singel utan album | Top Fest 4                                         |
| 2007      | "Ëngjëll" (feat. Sunrise) (Ängel)                        | Singel utan album | Top Fest 4                                         |
| 2008      | "Ëndërr reale" (Verklig dröm)                            | Singel utan album | Top Fest 5                                         |
| 2008      | "S'jam baladë" (feat. Rovena Dilo) (Jag är ingen ballad) | Singel utan album | Festivali i Këngës 47                              |
| 2009      | "Stine dreqi"                                            | Singel utan album | Top Fest 6                                         |
| 2011      | "Rebel pa hije" (Rebell utan skugga)                     | Singel utan album | Top Fest 8                                         |
| 2012      | "Udhëtari" (Resenären)                                   | Singel utan album | Top Fest 9                                         |
| 2013      | "Viktime" (Offer)                                        | Singel utan album | Top Fest 10                                        |
| 2013      | "Adrenalina" (feat. Andos) (Adrenalin)                   | Singel utan album |                                                    |
| 2014      | "Ishull i mallkuar" (Förtrollad ö)                       | Singel utan album | Summer Fest Pristina                               |
| 2015      | "Pranë finishit" (Nära målet)                            | Singel utan album | Top Fest 12                                        |
| 2017 2018 | "Mall" (Längtan)                                         | Singel utan album | Festivali i Këngës 56 Eurovision Song Contest 2018 |